# Betssy Chávez
Betssy Betzabet Chávez Chino (Ciudad Nueva, 3 de junio de 1989) es una abogada y política peruana. Fue congresista de la república para el periodo 2021-2026, desde julio de 2021 hasta marzo de 2023, cuando fue desaforada por el Congreso debido a su presunta participación en el intento de autogolpe de Estado propiciado por el presidente Pedro Castillo en diciembre de 2022.
Se desempeñó como ministra de Trabajo y Promoción del Empleo, entre octubre de 2021 y mayo de 2022, tras ser censurada por el Congreso peruano. Luego tuvo el cargo de ministra de Cultura, entre agosto y noviembre de 2022. También fue presidenta del Consejo de Ministros del Perú, del 25 de noviembre al 7 de diciembre del mismo año, cuando renunció al cargo luego del discurso de golpe de Estado leído desde su despacho ministerial.

## Biografía
Nació el 3 de junio de 1989 en el distrito peruano de Ciudad Nueva, Tacna. 
En 2007, inició sus estudios de Derecho y Ciencias Políticas en la Universidad Nacional Jorge Basadre Grohmann. Durante su carrera, fue dirigente estudiantil y ocupó cargos en el centro federado, el consejo y la asamblea universitaria (2007-2011).
En 2012, fue representante del CADE Universitario, realizado por la Marina de Guerra del Perú.
Se graduó de abogada, bajo la modalidad de Tesis en materia penitenciaria, en el año 2015.
En 2016, culminó sus estudios de posgrado en la maestría en Derecho, con mención en Derecho Constitucional, en la Universidad José Carlos Mariátegui.

### Trayectoria
Se desempeñó como jefa de prácticas en la Escuela de Derecho de la Universidad Jorge Basadre Grohmann, técnica y auxiliar en el Congreso de la República (2017-2020) y abogada en el Gobierno Regional de Tacna (2020).

## Carrera política
Chávez indica que su interés en la política nació a raíz de la labor de su padre como dirigente social de familias que se asentaron en el cono norte de Tacna.
En 2014, fue candidata a la consejería regional de Tacna, por Alianza para el Progreso;  pero no tuvo éxito.

### Congresista
Fue electa congresista en las elecciones parlamentarias de 2021 con 8472 votos, en representación de Tacna, por el partido Perú Libre. Fue posesionada el 27 de julio del mismo año. También conforma el grupo parlamentario Perú Democrático.
El 22 de marzo de 2023, fue reemplazada por Isaac Mita cuando fue suspendida por el Congreso debido a su presunta participación en el intento de golpe de Estado propiciado por Pedro Castillo en diciembre de 2022..

### Ministra de Estado
Trabajo y Promoción del Empleo

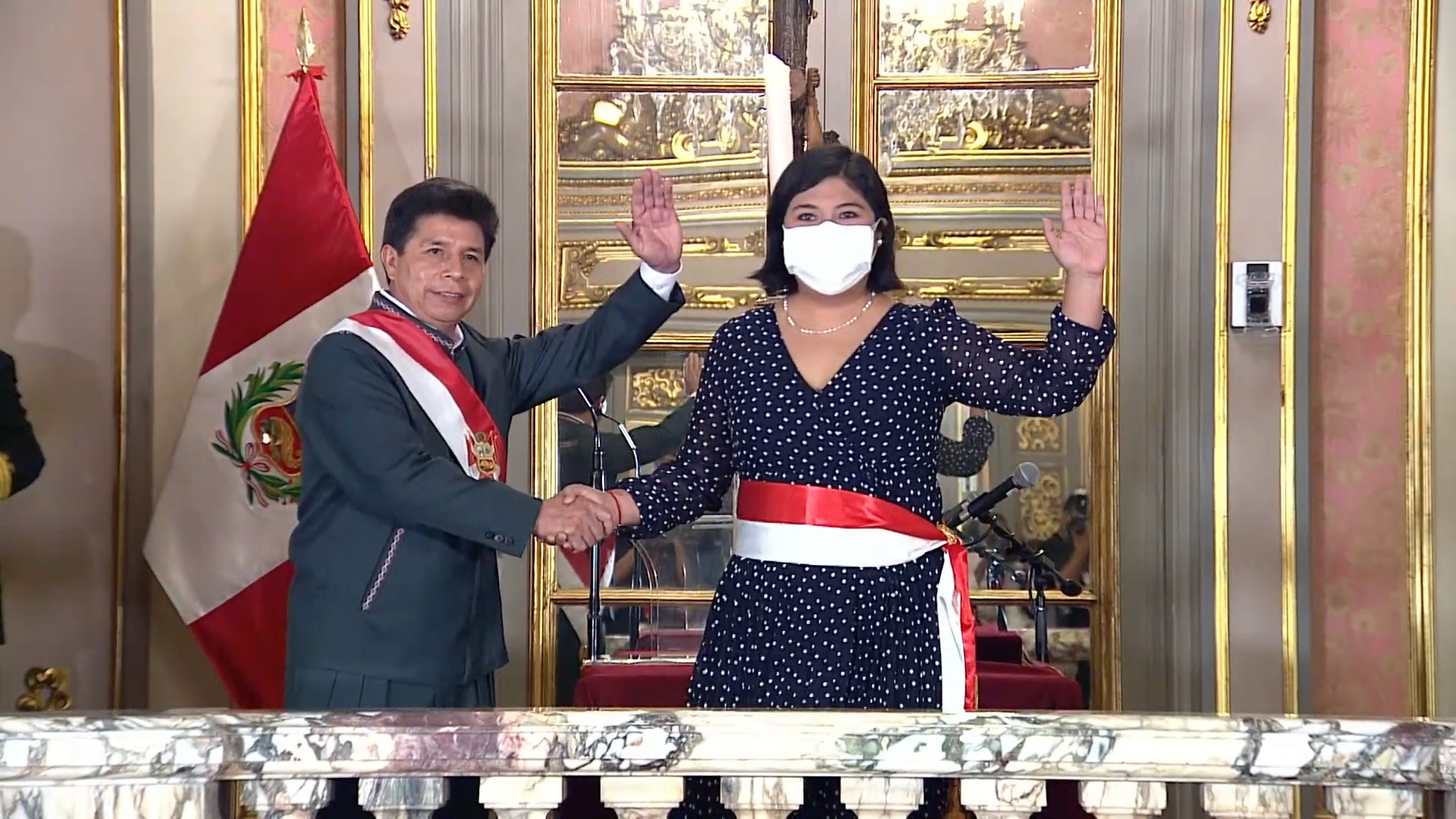
Chávez jurando como ministra

El 6 de octubre de 2021, fue nombrada y posesionada por el presidente Pedro Castillo, como ministra de Trabajo y Promoción del Empleo del Perú.
En abril de 2022, diversos medios de comunicación denunciaron que la ministra había autorizado una huelga de los controladores aéreos, lo que ocasionó cancelación de vuelos internos e internacionales con motivo de la Semana Santa. Luego de ello, fue interpelada por el Congreso de la República del Perú el 13 de mayo. El 19 del mismo mes, en el Congreso, diversos congresistas presentaron una moción de censura contra la ministra Chávez. El 26 siguiente, el Congreso aprobó la censura con setenta y un votos a favor por su incapacidad de gestión y negligencia en su actuación. El día 28, presentó su renuncia al cargo, siendo aceptada por el presidente Castillo.
Cultura
El 5 de agosto del mismo año, fue nombrada y posesionada por el presidente Castillo, como ministra de Cultura del Perú. En declaraciones a la prensa, la nueva ministra mencionó que por haber sido censurada como ministra de Trabajo no le impide asumir la cartera de Cultura; así mismo lo dijo en su momento la ministra Diana Miloslavich: «Su censura no significa que no haga un excelente trabajo», y el ministro Alejandro Salas: «Es una gran profesional... y, si en algún momento (el presidente) considera que ella debería ser premier, creo que está totalmente a la altura de las circunstancias». Mantuvo ese cargo hasta el 25 de noviembre siguiente, siendo reemplazada por Silvana Robles.

### Presidenta del Consejo de Ministros

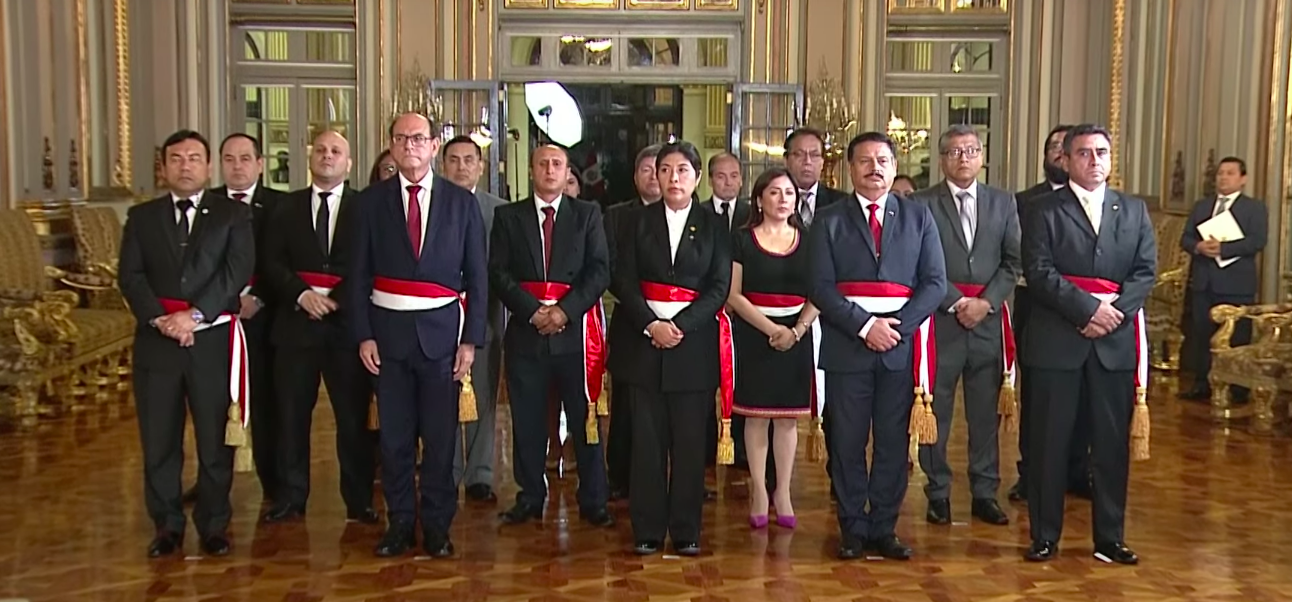
Gabinete Chávez

El 25 de noviembre de 2022, fue nombrada y posesionada por el presidente Pedro Castillo como presidenta del Consejo de Ministros del Perú, tras la aceptación de renuncia de Aníbal Torres. El 7 de diciembre, tras el intento de autogolpe de Estado del presidente Castillo, renunció al cargo a menos de dos semanas de haber jurado a su cargo.
En ese mismo día, se le acusó de haber participado en el intento de autogolpe de Estado y la fiscalía allanó el despacho de la presidencia del Consejo de Ministros en busca de pruebas que vinculen a Chávez y a otros exfuncionarios por su participación en el intento de autogolpe de Estado.
Se le acusó por los delitos de rebelión y conspiración. El Ministerio Público ordenó el levantamiento de su inmunidad de alto funcionaria al Congreso; el pleno aprobó el antejuicio de Chávez junto con dos exmiembros de su gabinete ministerial; mientras que ella fue desaforada del parlamento hasta que termine su proceso judicial. Al día siguiente, el Ministerio Público ordenó el allanamiento de su vivienda por presuntos actos de corrupción cuando era funcionaria del gobierno de Pedro Castillo.
En junio de 2023, fue detenida por los delitos de conspiración y rebelión en su vivienda de Tacna. Tras la orden de la Corte Suprema del Perú quien ordenó su detención preventiva por 18 meses en un centro penitenciario.

## Controversias

### Ataque a la Fiscalía
Chávez, entonces ministra de Cultura, a través de su cuenta de TikTok, calificó de «golpista» a la fiscal de la nación, Patricia Benavides, y se refirió a ella como «Blanca Nélida Colán 2.0». Esto tras el inicio de una investigación preliminar en su contra, relacionado al favorecimiento de sus familiares en cargos públicos.
Luego del intento de autogolpe y posterior arresto de Castillo, solicitó su liberación y, tras la muerte de dos personas en las protestas,  responsabilizó a Patricia Benavides y la tildó de «corrupta».